# Osa (Mikołajki)
Osa (deutsch Ossa, 1930 bis 1945 Schwanhof) ist ein kleiner Ort in der polnischen Woiwodschaft Ermland-Masuren. Er gehört zur Stadt- und Landgemeinde Mikołajki (deutsch Nikolaiken) im Powiat Mrągowski (Kreis Sensburg).

## Geographische Lage
Osa liegt am Ostufer des Lucknainer Sees (polnisch Jezioro Łuknajno) in der östlichen Woiwodschaft Ermland-Masuren, fünf Kilometer nordöstlich der Stadt Mikołajki und 24 Kilometer südöstlich der Kreisstadt Mrągowo (Sensburg).

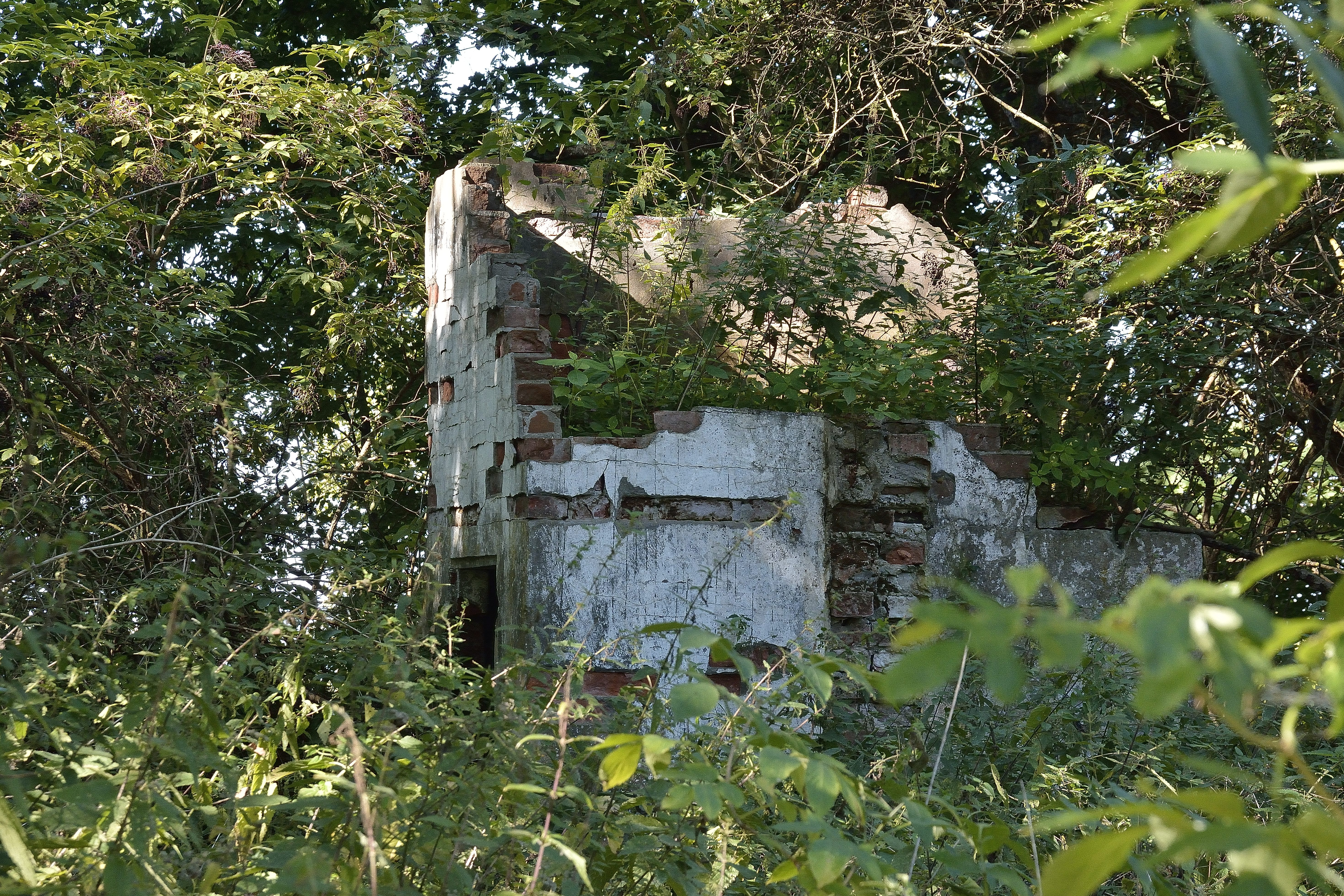
Teil einer Hausruine in Osa (Ossa)

## Geschichte
Der kleine Gutsort Ossa wurde 1703 gegründet. 1818 wurde er als kölmisches Dorf mit drei Feuerstellen bei 19 Einwohnern erwähnt.
1874 wurde der Gutsbezirk Ossa in den neu errichteten Amtsbezirk Lucknainen (polnisch Łuknajno) eingegliedert, der – 1932 in „Amtsbezirk Olschewen“ und 1938 in „Amtsbezirk Erlenau“ umbenannt – zum Kreis Sensburg im Regierungsbezirk Gumbinnen (1905 bis 1945: Regierungsbezirk Allenstein) in der preußischen Provinz Ostpreußen gehörte.
42 Einwohner zählte der Gutsbezirk Ossa im Jahre 1910.
Aufgrund der Bestimmungen des Versailler Vertrags stimmte die Bevölkerung im Abstimmungsgebiet Allenstein, zu dem Ossa gehörte, am 11. Juli 1920 über die weitere staatliche Zugehörigkeit zu Ostpreußen (und damit zu Deutschland) oder den Anschluss an Polen ab. In Ossa stimmten 20 Einwohner für den Verbleib bei Ostpreußen, auf Polen entfielen keine Stimmen.
Am 30. September 1928 gab Ossa seine Eigenständigkeit auf und schloss sich mit den Gutsbezirken Georgenthal (polnisch Urwitałt), Grünhof  (Leśny Dwór), Lucknainen (Łuknajno) und Pienkowen zur neuen Landgemeinde Lucknainen zusammen, und am 3. November 1930 wurde Ossa in „Schwanhof“ umbenannt.
Als 1945 in Kriegsfolge das gesamte südliche Ostpreußen an Polen überstellt wurde, war auch Ossa davon betroffen. Der Ort erhielt die polnische Namensform „Osa“. Heute ist er eine Ortschaft im Verbund der Stadt- und Landgemeinde Mikołajki (Nikolaiken) im Powiat Mrągowski (Kreis Sensburg), bis 1998 der Woiwodschaft Suwałki, seither der Woiwodschaft Ermland-Masuren zugehörig.

## Kirche
Bis 1945 war Ossa in die evangelische Kirche Schimonken in der Kirchenprovinz Ostpreußen der Kirche der Altpreußischen Union sowie in die Pfarrkirche St. Adalbert Sensburg im Bistum Ermland eingepfarrt. Heute gehört Osa zur Evangelischen Pfarrkirche Mikołajki in der Diözese Masuren der Evangelisch-Augsburgischen Kirche in Polen bzw. zur Pfarrei Woźnice im Bistum Ełk in der polnischen katholischen Kirche.

## Verkehr
Osa liegt südlich der Landesstraße 16, von der bei Woźnice (Wosnitzen, 1938 bis 1945 Julienhöfen) eine Nebenstraße abzweigt, die über Grabnik Mały (Klein Grabnick) bis nach Urwitałt (Georgenthal) und Łuknajno (Lucknainen) führt. Eine Bahnanbindung besteht nicht.

## Persönlichkeiten
- Ernst Hahnrieder (* 25. August 1811 auf Gut Ossa; † 30. April 1895 in Meseritz), deutscher Lehrer und Gymnasialprofessor